# Жанаталап (Бурлинский район)
Жанаталап (каз. Жаңаталап) — село в Бурлинском районе Западно-Казахстанской области Казахстана. Входит в состав Успенского сельского округа. Находится примерно в 43 км к северо-востоку от центра города Аксай. Код КАТО — 273667200.

## Население
В 1999 году население села составляло 433 человека (225 мужчин и 208 женщин). По данным переписи 2009 года, в селе проживало 439 человек (226 мужчин и 213 женщин).